# Дублер починає діяти
«Дублер починає діяти» (рос. «Дублёр начинает действовать») — радянський художній фільм 1983 року, виробнича драма режисера Ернеста Ясана. Натурні зйомки фільму проходили в Дніпропетровську.

## Сюжет
Дія відбувається в СРСР, на початку 1980-х років. З дозволу міністерства на одному з великих заводів почали експеримент, в ході якого керівні пости на один місяць зайняли молоді фахівці. Справжні керівники вирушили у відпустку. Перед тим як покинути своє крісло, директор заводу наставляє свого «дублера»: «Не сунь руку в працюючий механізм». Тим часом на заводі накопичилося безліч проблем. Вони вимагають зупинки одного з цехів і проведення капітального ремонту. Старе керівництво не наважувалося на такі жорсткі заходи. Позбавлені комплексів дублери зупиняють роботу цеху і ставлять під загрозу виконання плану. Старе керівництво, побоюючись катастрофи, перериває відпустку і повертається назад, намагаючись зупинити експеримент. Однак «дублер» директора Борис Костін твердо стоїть на своєму і його підтримують місцеві партійні органи. Розпочаті зміни необхідно закінчити, люди повинні зрозуміти те, що далі так працювати не можна. Паралельно із сюжетною лінією виробничої драми розвивається романтична історія. Борис Костін знаходить свою любов — співробітницю заводу по імені Хейлі.

## У ролях
- Михайло Глузський —  Цибін, директор заводу
- Борис Плотников —  Борис Петрович Костін, дублер директора заводу
- Олександр Вдовін —  Олександр Серьогін, дублер начальника гальванічного цеху
- Ігор Горбачов —  Віктор Андрійович Паршин, директор заводу-суміжника
- Іван Краско —  Ілля Григорович Селін, начальник відділу постачання
- Петро Юрченков-старший —  Віталій Шнурков, дублер головного інженера
- Олександр Романцов —  Петро Крошкін, дублер начальника відділу постачання
- Наталія Данилова —  Ольга, колишня кохана Костіна, тележурналіст
- Римма Коростельова —  Хейлі
- Ольга Волкова —  Лідія Іванівна, секретар директора заводу
- Світлана Григор'єва —  Зоя
- Раїса Куркіна —  мати Ольги
- Ернст Романов —  Валентин Костянтинович Семенов, інженер
- Юрій Соловйов —  парторг
- Людмила Шевель —  Галина Сироїжкіна, дублер майстра
- Валерій Барабашов —  Михайло Миколайович
- Любов Тищенко —  тітка Люба, майстер
- Валентина Пугачова — епізод

## Знімальна група
- Автори сценарію:  Валентин Черних,  Ернест Ясан, Петро Корякін
- Режисер:  Ернест Ясан
- Оператор:  Володимир Бурикін
- Художник:  Олена Фоміна
- Художник-декоратор:  Віктор Іванов
- Композитор:  Вадим Біберган
- Звукооператор: Галина Голубєва